# Italian Open 2025
Die Italian Open 2025 fanden vom 25. bis zum 29. Juni 2025 im Palasport Bolzano in Bozen statt. Es war die 23. Auflage der offenen internationalen Meisterschaften von Italien im Badminton.

## Sieger und Platzierte
| Disziplin    | Gold                           | Silber                                 | Bronze                              |
| ------------ | ------------------------------ | -------------------------------------- | ----------------------------------- |
| Herreneinzel | Ditlev Jæger Holm              | Lim Ming Hong                          | Daniil Dubovenko                    |
| Herreneinzel | Ditlev Jæger Holm              | Lim Ming Hong                          | William Bøgebjerg                   |
| Dameneinzel  | Özge Bayrak                    | Stefani Stoeva                         | Milena Schnider                     |
| Dameneinzel  | Özge Bayrak                    | Stefani Stoeva                         | Anna Tatranova                      |
| Herrendoppel | Oliver Butler Samuel Jones     | Daniel Franco Rodrigo Sanjurjo         | David Eckerlin Danial Iman Marzuan  |
| Herrendoppel | Oliver Butler Samuel Jones     | Daniel Franco Rodrigo Sanjurjo         | Dev Ayyappan Dhiren Ayyappan        |
| Damendoppel  | Stefani Stoeva Gabriela Stoeva | Bengisu Erçetin Nazlıcan İnci          | Lisa Curtin Sian Kelly              |
| Damendoppel  | Stefani Stoeva Gabriela Stoeva | Bengisu Erçetin Nazlıcan İnci          | Nikol Carulla Carmen María Jiménez  |
| Mixed        | Emre Sönmez Yasemen Bektaş     | Thibault Gardon Kathell Desmots-Chacun | Patrick Volkmann Franziska Volkmann |
| Mixed        | Emre Sönmez Yasemen Bektaş     | Thibault Gardon Kathell Desmots-Chacun | Lim Ming Hong Stella Pan            |